# Eutichurus pallatanga
Eutichurus pallatanga är en spindelart som beskrevs av Alexandre B. Bonaldo 1994. Eutichurus pallatanga ingår i släktet Eutichurus och familjen sporrspindlar.
Artens utbredningsområde är Ecuador. Inga underarter finns listade i Catalogue of Life.